# Флавій Вегецій Ренат
Пу́блій Фла́вій Веге́цій Рена́т, більш відомий як просто Веге́цій (лат. Publius Flavius Vegetius Renatus; кінець IV— початок V ст.н.е.)— давньоримський військовий теоретик таписьменник.

## Життєпис
Про життя його є мало відомостей. Немає даних, де й коли Вегецій народився, де працював. Ймовірно, він добре був знайомий із військовою справою. Можливо, був кіннотником. Найімовірніше, жив у Римі або в Равенні, на той час головному місті імператорів Західної Римської імперії — Гонорія, Валентініана III. Проте службу свою розпочав ще за імператора Граціана.
Остання подія, що згадується в його Epitoma REI Militaris, є смерть імператора Граціана (383); самим раннім свідченням існування цієї роботи є subscriptio, написане  Флавієм Євтропієм, що було створене в Константинополі 450 року, який з'являється в одному з двох об'єднаних рукописів. Припускають, що роздвоєння рукописної традиції вже відбулося. Незважаючи на розташування Євтропія в Константинополі, науковий консенсус полягає в тому, що Вегецій писав у Західній Римській імперії. Вегецій присвятив свою роботу імператорові, який ідентифікується як Феодосій у рукописній сім'ї, яка не редагувалася в 450 році. Ідентичність заперечується: деякі дослідники ототожнюють його з Феодосієм Великим , натомість інші віддають перевагу Гонорію та ідентифікують його з більш давнім Валентиніаном III, датуючи працю 430-35 роками На початку Epitoma REI Militaris Вегецій ідентифікує себе, як християнин.. Вегецієва робота зосереджена переважно на військовій справі та на тому, як реагувати на певні військові дії у війні. Вегецій пояснює, як слід зміцнити і організувати табір, як навчати війська, як поводитися з недисциплінованими військами, як діяти в поході, формувати легіони, дає багато інших корисних порад щодо розвитку організації та доблесті воїнів у легіоні.

##### Р. Вотсон щодо рукопису.
Як зазначає Вотсон, Вегецієва Epitoma «є єдиною стародавньою працею про військову справу Риму, що збереглася». Попри це, Вотсон сумнівається у значенні цієї роботи, тому що, за його словами, Вегецій не був ні істориком, ні солдатом: його робота являє собою збірник, недбало побудований з матеріалу різного віку, з нагромадженням розбіжностей". Це антикварні джерела, за його власним твердженням, були Катон Старший, Корнелій Цельс, Фронтин, Падарн й імператорські конституції Августа, Траяна і Адріана.

## Творчість
Основна його робота — «Про військову справу» (написана у 386—400 роках), де подано аналіз війська Риму його часів, а також систематизація всього військового мистецтва римської армії з часів перших імператорів (початок бере від праць Таррунтенія Патерна). При цьому порівнюються методи та заходи його підготовки, тактичні прийоми протидії суперникові, надається перелік військових порядків. Водночас аналізує та систематизує бойові прийоми, які є в сучасній йому армії — оборони, облоги, морського бою (представлено опис та види галер імператорського флоту, їхня діяльність) тощо. Його робота фактично стала Статутом римської армії, першим такого штибу у світі. Він один з перших, хто пише про використання резервів задля запобігання краху економічної системи Риму і запобігання втратам чисельності армії.
«Той факт, що римляни змогли завоювати цілий світ, пояснюється їхньою військовою підготовкою, табірною дисципліною і військовою практикою».
Його книга про облоги містить найкращий опис пізньої імперії і Середньовічних облогових машин. Крім усього іншого, він показує деталі облогової машини, яка називається онагр, що згодом відігравала велику роль під час облог, аж до розвитку сучасної артилерії. У першій книзі він розповідає про класифікацію загонів та їхнє спорядження. Третя книга має свідчення для полководців, тому що її зміст складається з правил щодо санітарних та мікрокліматичних умов, щоб запобігати втратам та міжусобицям у війську. П'ята книга, яку виділили як окрему частину набагато пізніше, дає звіт щодо матеріалу і особового складу римського флоту.
Вегецій порівнює армії принципата та доміната й не на користь останнього. Він вказує на занепад військової справи за його часів. Водночас він вихваляє армію ранньої імперії. Зокрема, він підкреслює високий рівень легіонерів і переваги підготовки офіцерського корпусу. Насправді, ймовірно, Вегецій описує ідеал, а не реальність. Армія ранньої імперії була грізною бойовою силою, але це, ймовірно, не було в усій своїй повноті настільки ж добре, як описує Вегецій. Зокрема, п'ять футів десять дюймів мінімальний зріст визначений Вегецієм, у який він би включив більшість чоловіків у римські часи. Римська нога була меншою за англійську ногу на 11,65 дюйма, отже, 5'10, що у Римі було рівноцінно 5 '7.5 «в сучасних умовах, що трохи вище середньої висоти римських (італійських) чоловіків. Як доказ — скелет з Геркуланума в 79 р н. е. Імператор Валентиніан (364—375) знизив межі висоти до 5'7,  що в Римі було рівноцінно 5'5». Незважаючи на романтизм, звеличуючи ідеалізовані гідності римського легіону більш раннього часу, Вегеціїв De Re Militari залишається надійним і корисним розумінням успіху ранньої Римської імперії
Праця «Про військові справи» складається з 4 книг та 118 глав.
Крім військової справи Флавій Вегецій цікавився ветеринарією. З цієї теми він написав окрему книгу — «Збірка з мистецтва ветеринарної медицини».
Праця Вегеція «Про військову справу» була популярна, ще за життя мала велику популярність. Уже 350 року вона була перевидана в Константинополі за підтримки євнуха Євтропія, впливового чиновника Східної Римської імперії. Надалі наукова праця Вегеція була добре відома та популярна в Середні віки.

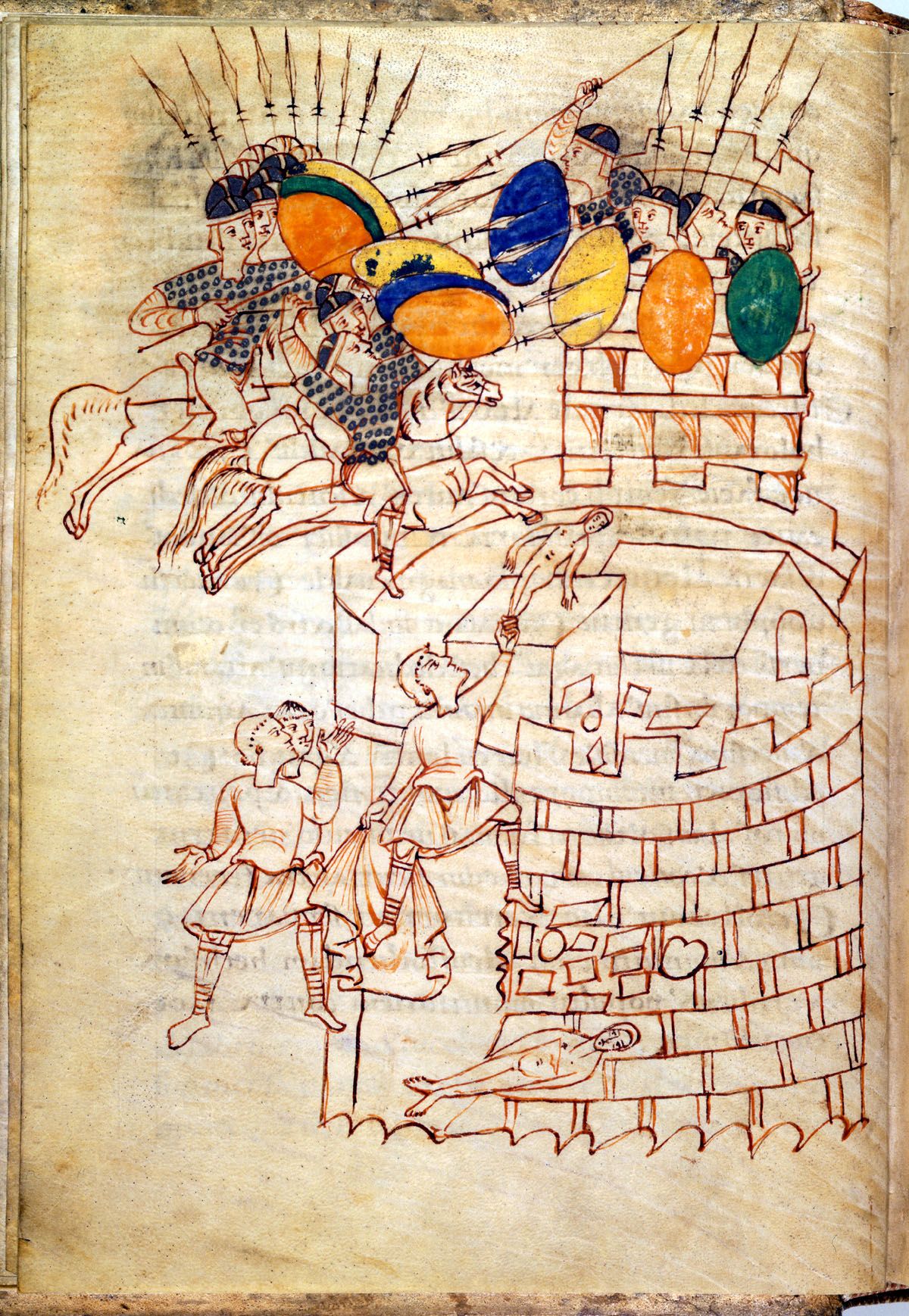
Праця Флавія Вегеція Рената. Лондон. 1190—1200 рік

## Вплив
Автор статті з Encyclopaedia Britannica  1911 р. пише, що «У рукописі, робота Вегеція мала велику популярність від своєї першої появи. Його правила щодо облоги були добре вивчені в середні століття». Н. П. Мілнер зазначає, що «це була одна з найпопулярніших латинських технічних робіт з античності, що конкурувала з працею Плінія старшого „Природнича історія“ в кількості вцілілих примірників, що датуються раніше 1300 року нашої ери». Праця була перекладена англійською, французькою (Жан де Мен та інші), італійською (флорентійським суддею Боно Джамбоні та іншими), каталонською, іспанською, чеською мовами, а також їдиш до винайдення друку. Перші друковані видання приписуються містам Утрехт (1473), Кельн (1476), Париж (1478), Рим (1487) і Піза (1488), Ульм (1475).
Нікколо Макіавеллі намагався виправити Вегецієві недоліки в його праці під назвою L'arte della Guerra (Флоренція, 1521), при інтенсивному використанні Полібія, Фронтіна і Тита Лівія, проте у його праці траплялися також звинувачення Юста Ліпсія, що він сплутав інститути різних періодів Римської імперії і думку Г. Стевіуса, що виживання Вегецієвої роботи призвело до втрати його неназваних джерел, що були більш характерні для пізнього Відродження. Натомість наприкінці XVIII століття солдати, зокрема маршал Луї П'єр, базували свої роботи на цій визнаній моделі, за словами Мільнера «робота Вегеція постраждала протягом тривалого періоду глибокої зневаги». Також Мілнер у своїй праці, опитуючи науковців, робить висновок, що Вегецій написав свою головну працю, базуючись на декількох джерелах, а саме на роботах таких людей, як Марк Порцій Катон Старший, Секст Юлій Фронтін та Авл Корнелій Цельс